# Upgrade
Upgrade (z ang: poprawiać, ulepszać) – proces wymiany produktu na nowszą wersję. Przykładowo upgrade może występować podczas ulepszania sprzętu komputerowego (hardware), oprogramowania (software) lub oprogramowania sprzętowego (firmware), celem poprawienia ich właściwości.
Upgrade może dotyczyć ulepszenia sprzętu, czyli wymiany starszego sprzętu na taki, który posiada lepsze parametry. W oprogramowaniu upgrade to inaczej łata, która poprawia błędy, ulepsza obsługę i wprowadza nowe możliwości. Może to być też data-dysk, który wprowadza nową funkcję. Uaktualnienie lub aktualizacja programów komputerowych polega na usunięciu błędów, zmianie interfejsu lub wprowadzeniu nowych funkcji poprawiających działanie programów.
Przeciwieństwem funkcji uaktualnienia jest funkcja cofnięcia aktualizacji (ang. downgrade).
W grach RTS aktualizacja często rozumiana jest jako ulepszenie: broni, pancerza, zdolności, statystyk, poziomu wyszkolenia określonych jednostek itp.